# Akyttara
Genre
Akyttara est un genre d'araignées aranéomorphes de la famille des Zodariidae.

## Distribution
Les espèces de ce genre se rencontrent au Kenya, au Rwanda, au Botswana et au Viêt Nam.

## Liste des espèces
Selon World Spider Catalog (version 17.5, 15/10/2016) :
- Akyttara akagera Jocqué, 1987
- Akyttara homunculus Jocqué, 1991
- Akyttara mahnerti Jocqué, 1987
- Akyttara odorocci Ono, 2004
- Akyttara ritchiei Jocqué, 1987

## Publication originale
- Jocqué, 1987 : Descriptions of new genera and species of African Zodariinae with a revision of the genus Heradida (Araneae, Zodariidae). Revue de zoologie africaine, vol. 101, no 2, p. 143-163.